# Friedrich Hennings (Ingenieur)

Friedrich Hennings (ca. 1910)

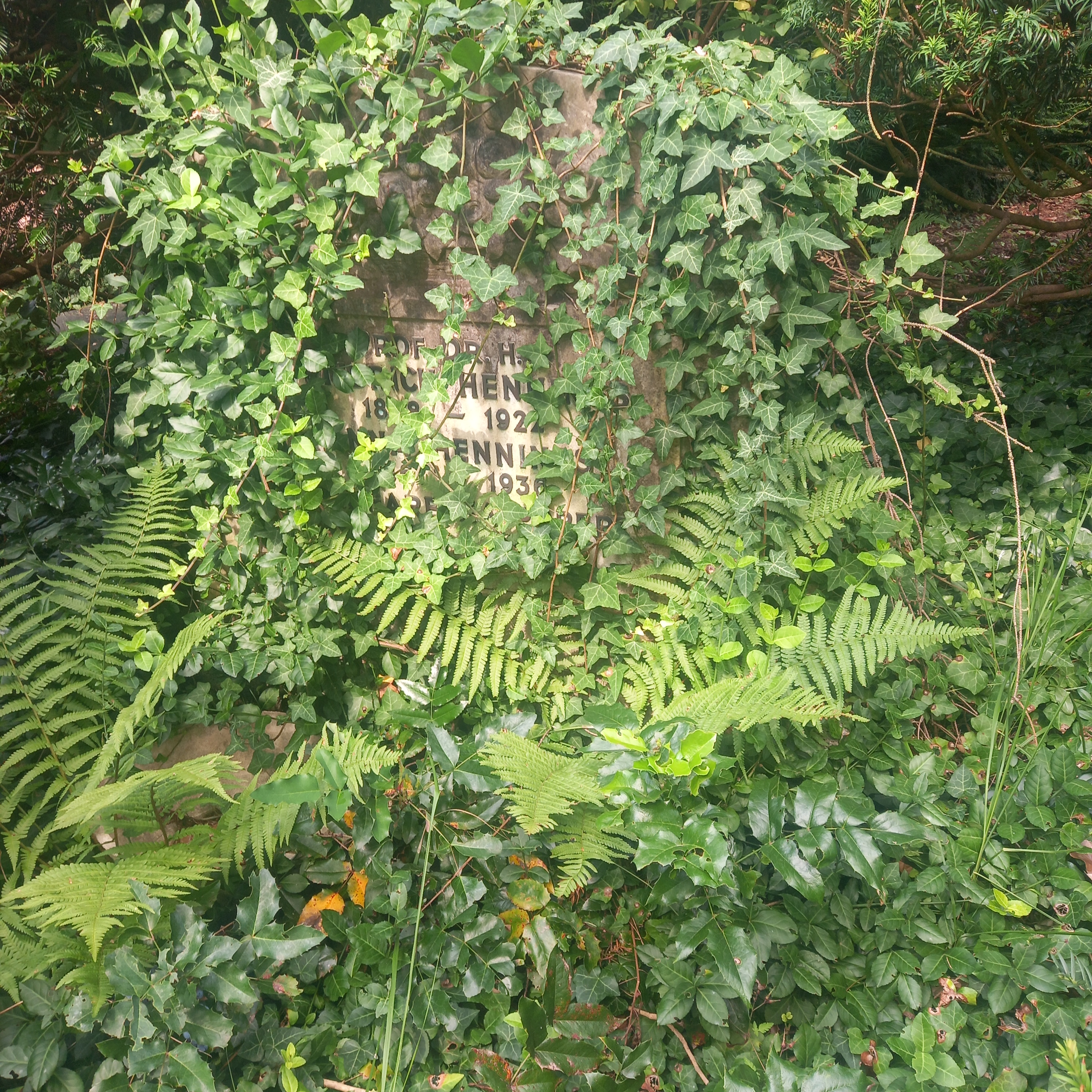
Das Grab von Friedrich Hennings und seiner Ehefrau Anna Catharina geborene Kaiser auf dem Südfriedhof (Wiesbaden)

Friedrich Carl Sophus Hennings (* 15. Dezember 1838 in Kiel; † 2. Februar 1922 in Biebrich am Rhein (heute Wiesbaden) war ein deutsch-schweizerischer Bauingenieur und Hochschullehrer.

## Leben
Im Jahre 1861 erlangte Hennings das Diplom als Bauingenieur am Eidgenössischen Polytechnikum in Zürich. Er war Mitarbeiter beim Bau der Bahnlinie Zürich-Zug-Luzern. Von 1864 bis 1865 machte er Vorstudien zur Gotthardbahn und war an Bahnbauten in Württemberg und Österreich beteiligt. Zwischen 1879 und 1883 war Hennings als Sektionsingenieur für den Bau der Gotthardbahn in Faido und von 1898 bis 1905 als Oberingenieur für den Bau der Albulabahn tätig. Zwischen 1903 und 1921 war er Professor für Strassen- und Eisenbahnbau am Polytechnikum Zürich (ab 1911 ETH). Im Jahre 1905 war er zuständig für die Ausarbeitung des Projekts der Bahnlinie Bever-Scuol.
Hennings war für die seinerzeit schwierigsten schweizerischen Gebirgsbahnbauten verantwortlich. Seine Projekte zeichneten sich durch eine ungewöhnlich genaue Auseinandersetzung mit den topografischen, geologischen und klimatischen Verhältnissen der Landschaft aus. Im Jahre 1905 wurde er mit dem Ehrendoktor der Universität Zürich ausgezeichnet.